# San Pedro (Belize)
Koordinaten: 17° 55′ N, 87° 58′ W
San Pedro ist eine Kleinstadt im Süden der Insel Ambergris Caye im mittelamerikanischen Belize. Fast alle Bewohner der Insel wohnen in dieser Stadt.
Die Stadt hat rund 12.900 Einwohner (Schätzung zur Jahresmitte 2009) und gehört verwaltungsmäßig zum Belize District. Gegründet wurde San Pedro im Jahr 1848 von Mestizenflüchtlingen des Kastenkrieges in Yucatán. In den Folgejahren entwickelte sich eine Farbstoffindustrie basierend auf dem Anbau von Blauholz. Einen weiteren Aufschwung erlebte der Ort durch die Chicleproduktion.
Heute lebt San Pedro fast ausschließlich vom Tourismus und hier im Speziellen von Tauchern, die von hier aus auf das nahe gelegene Belize Barrier Reef starten.
In San Pedro selbst gibt es nur wenige Autos, die im Übrigen strengen Genehmigungen unterliegen. Der Verkehr erfolgt überwiegend mit elektrischen und benzinbetriebenen Golf-Karts. San Pedro verfügt über ein befestigtes Straßennetz.
San Pedro ist der besungene Sehnsuchts-Ort von Madonna in ihrem Song: La Isla Bonita aus dem Jahr 1986.